# 少額訴訟債権執行
少額訴訟債権執行（しょうがくそしょうさいけんしっこう）とは、少額訴訟により取得された債務名義による金銭債権（預金等）に対する強制執行。民事執行法に定めるところによる。

## 対象
対象となる債務名義は下記のとおり。
- 少額訴訟における確定判決
- 仮執行宣言を付した少額訴訟の判決
- 少額訴訟における訴訟費用又は和解の費用の負担の額を定める裁判所書記官の処分
- 少額訴訟における和解又は認諾の調書

## 申立先
- 少額訴訟における確定判決の判決をした簡易裁判所
- 仮執行の宣言を付した少額訴訟の判決をした簡易裁判所
- 少額訴訟における訴訟費用又は和解の費用の負担の額を定める処分をした裁判所書記官の所属する簡易裁判所
- 少額訴訟における和解が成立し、又は認諾がされた簡易裁判所

## 関連事項
- 少額訴訟制度
- 日本の裁判所
- 簡易裁判所
- 民事執行法
- 司法書士
- 弁護士